# 야마나카 마사히로
야마나카 마사히로(일본어: 山中真尋, 1980년 12월 22일 ~ )는 일본의 남자 성우이자 내레이터다. 키는 169cm. 혈액형은 O형.